# Charles Victor Daremberg
Charles Victor Daremberg, född 14 mars 1817 i Dijon, död 24 oktober 1872, var en fransk läkare, historiker och professor i medicinsk historia vid Paris universitet.

## Biografi
Daremberg blev medicine doktor 1841 och professor i medicinens historia vid Paris universitet. Daremberg har utgett ett stort antal arbeten, bland annat översättningar av Oreibasios, Galenos och Hippokrates skrifter. Tillsammans med Edmond Saglio utgav han Dictionnaire des antiquités grecques et romaines (5 band, 1877-1919).